# Odontoglossum micklowii
Odontoglossum micklowii là một loài thực vật có hoa trong họ Lan. Loài này được Dalström mô tả khoa học đầu tiên năm 1993.